# Dicellophilus carniolensis
Dicellophilus carniolensis är en mångfotingart som först beskrevs av Koch 1847.  Dicellophilus carniolensis ingår i släktet Dicellophilus och familjen storhuvudjordkrypare. Inga underarter finns listade i Catalogue of Life.